# Ronald Mulder
Ronald Mulder (* 27. února 1986 Zwolle) je nizozemský rychlobruslař.
Na mezinárodní scéně debutoval na podzim 2009 v závodech Světového poháru, zúčastnil se také Mistrovství světa ve sprintu 2010, které dokončil na čtvrtém místě. Na Zimních olympijských hrách byl na distanci 500 m jedenáctý, dalších úspěšných umístění dosáhl na MS na jednotlivých tratích 2012, kde na pětistovce dobruslil šestý, a 2013, kde 500 m zvládl na páté příčce. Dosáhl šestého místa na světovém sprinterském šampionátu 2014, jeho největším úspěchem je zisk bronzové medaile ve závodu na 500 m na Zimních olympijských hrách 2014. V sezóně 2013/2014 zvítězil v celkovém pořadí Světového poháru na trati 500 m. Na Mistrovství Evropy 2018 vyhrál závod na 500 m. Zúčastnil se Zimních olympijských her 2018, kde v závodě na 500 m skončil na 7. místě.
Jeho bratr, dvojče, Michel Mulder je také rychlobruslařem.